# ナスカプレート

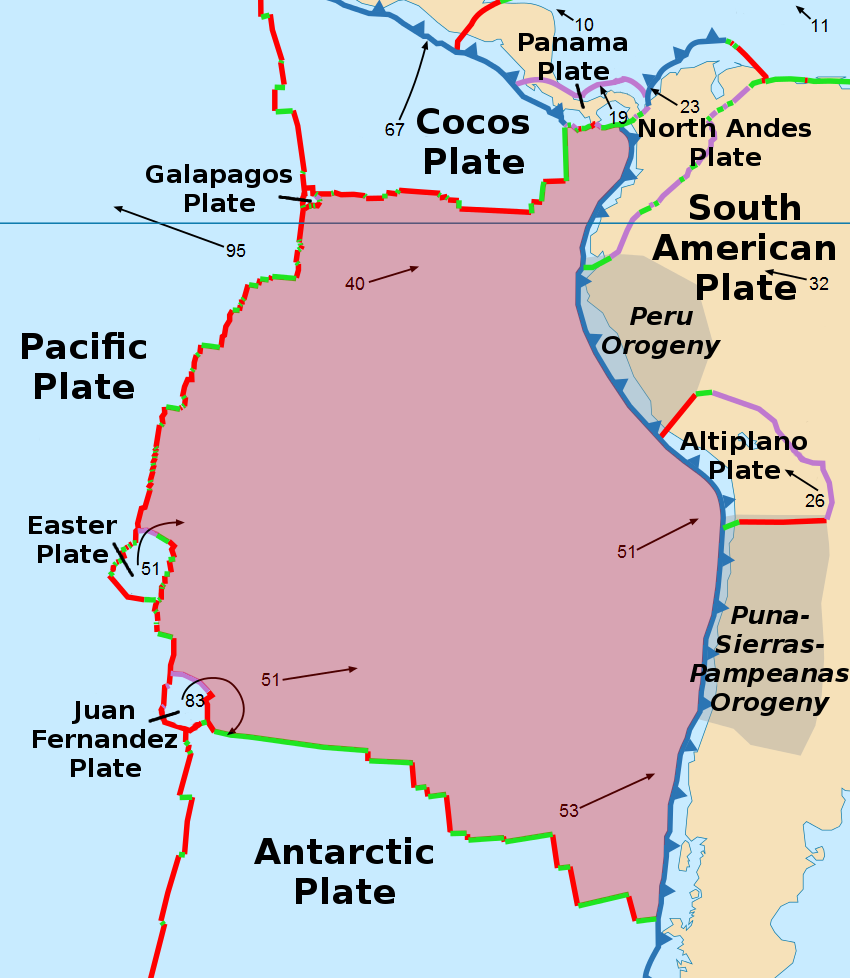
ナスカプレート

水色がナスカプレート

ナスカプレートは、太平洋東部の南半球部分（南米大陸の西方沖）の海底の地殻及びマントル上方のリソスフェアを形成する海洋プレートである。

## 歴史
北アメリカプレートや南アメリカプレートに沈み込んでいたファラロンプレートは、次第に海嶺ごと沈み込んで複数のプレートに分裂していった。3,000万年前にゴルダプレートとココスプレートに分裂し、これに前後してココスプレートもココス海嶺（ガラパゴスホットスポット）の活動が始まったことで南側がナスカプレートとして分離した。
また、ゴンドワナ大陸が分裂し大陸の離散が加速したころには、ナスカプレートのもととなるファラロンプレートと南極プレートは、すでに海嶺によって分け隔てられていたと考えられている。

## 周辺のプレートとの関係
南アメリカ大陸の西海岸沿いには非常に長いペルー・チリ海溝がある。このうち、パナマ・コロンビア国境付近からチリ南部のタイタオ半島付近まで、海溝全長の8割以上を占めるのが、ナスカプレートと南アメリカプレートとの境界である。ナスカプレートが南アメリカプレートに沈み込んでおり、アンデス山脈や周辺の高地の形成に関わっている。
タイタオ半島沖からイースター島付近までは、太平洋の海底を南北に拡大させているチリ海膨（勾配が緩やかな海嶺）によって、南極プレートと接している。イースター島付近からガラパゴス諸島付近までは、太平洋の海底を東西に拡大させている東太平洋海嶺によって太平洋プレートと接している。
また、ガラパゴス諸島付近からコスタリカ・パナマ国境付近までは、太平洋の海底を南北に拡大させているココス海嶺によって、ココスプレートと隔てられている。
なお、イースター島付近にはファン・フェルナンデスプレート、イースター島の北北西沖800km付近にはイースタープレートというそれぞれ小さなプレートがあり、これもナスカプレートと接している。この2つのプレートは、海嶺に囲まれていて複雑な動きをしている。